# William Devane
William Joseph Devane (ur. 5 września 1937 w Albany w Nowym Jorku) – amerykański aktor filmowy, telewizyjny i teatralny, także scenarzysta i reżyser.

## Życiorys

### Wczesne lata
Urodził się w Albany w Nowym Jorku jako syn Josepha (Joego) Devane’a, szofera Franklina D. Roosevelta, kiedy był on gubernatorem Nowego Jorku. Jego ojciec był irlandzkiego pochodzenia, a matka miała pochodzenia holenderskie i niemieckie. Ukończył nowojorską American Academy of Dramatic Arts.

### Kariera
W 1962 debiutował na off-Broadwayu wystąpił jako rycerz w Królu Learze. W 1966 zagrał Roberta F. Kennedy’ego w off-Broadwayowskiej parodii MacBird!. W 1969 grał na Broadwayu jako Sonny w Wodopoju (The Watering Place) z Shirley Knight. Był zainteresowany rolą gangstera Moe Greene’a w filmie Ojciec chrzestny (The Godfather, 1972), którą ostatecznie zagrał Alex Rocco. W dokumentalnym dramacie telewizyjnym ABC Pociski października (The Missiles of October, 1974) z udziałem Martina Sheena i Ralpha Bellamy wcielił się w postać Johna F. Kennedy’ego. Z kolei jako osobowość radiowa John Henry Faulk w teledramacie CBS Fear on Trial (1975) był nominowany do Emmy. Za rolę Gregory’ego Sumnera, ambitnego i twardego polityka uwikłanego w korupcję w operze mydlanej CBS Knots Landing (1983-1993) zdobył nominację do Złotego Globu dla najlepszego aktora w serialu dramatycznym (1987). W serialu ABC Nowe przygody Supermana (Lois & Clark: The New Adventures of Superman, 1994) pojawił się jako Al Capone.

## Życie prywatne
W 1961 poślubił Eugenie, z którą ma dwóch synów: Josha i Jake’a.

## Filmografia

### Filmy fabularne
- 1971: McCabe i pani Miller (McCabe & Mrs. Miller) jako adwokat
- 1971: Mortadela (La mortadella) jako Jack
- 1976: Maratończyk (The Marathon Man) jako Peter Janeway
- 1976: Intryga rodzinna (Family Plot) jako Arthur Adamson
- 1983: Testament jako Tom Wetherly
- 1995: Nocna straż (Night Watch, TV) jako Caldwell
- 1995: Lot 174 (Falling from the Sky: Flight 174, TV) jako kpt. Bob Pearson
- 1999: Godzina zemsty (Payback) jako Carter
- 2000: Człowiek widmo (Hollow Man) jako dr Howard Kramer
- 2000: Kosmiczni kowboje (Space Cowboys) jako Eugene Davis
- 2003: Samotny kowboj (Monte Walsh) jako Cal Brennan
- 2011: Flaga mojego ojca (Flag of My Father) jako Jake
- 2012: Mroczny rycerz powstaje (The Dark Knight Rises) jako prezydent
- 2014: Interstellar jako Williams

### Seriale TV
- 1983-93: Knots Landing jako Gregory Sumner
- 1994: Nowe przygody Supermana jako Al Capone
- 1995: Rodzina Monroe (The Monroes) jako John Monroe
- 1997: Strażnik czasu (Timecop) jako detektyw John Langdon
- 1997: Dotyk anioła jako Benjamin Parker
- 1997-99: Zdarzyło się jutro (Early Edition) jako Bernie Hobson
- 2000: Detektyw na tropie (The Michael Richards Show) jako Brady McKay
- 2002: Potyczki Amy jako Richard McCarty
- 2003: Prezydencki poker (The West Wing) jako sekretarz stanowy Lewis Berryhill
- 2004: Gwiezdne wrota (Stargate SG-1) jako prezydent Henry Hayes
- 2005-2007: 24 godziny (24) jako James Heller
- 2006-2007: Czas na Briana (What About Brian) jako Michael Davis
- 2010: Agenci NCIS jako Nicolas Mason
- 2010: Projekt dziecko (Notes from the Underbelly) jako Walter
- 2010: Świry (Psych) jako Floyd Peters
- 2010: Bobby kontra wapniaki (King of the Hill) jako Chuck Garrison (głos)
- 2012: Zemsta (Revenge) jako Edward Grayson
- 2014: 24: Jeszcze jeden dzień (24: Live Another Day) jako prezydent James Heller
- 2015-2016: Prawomocny (The Grinder) jako Dean Sanderson Sr.